# Пјан дел Мео (Пистоја)
Пјан дел Мео је насеље у Италији у округу Пистоја, региону Тоскана.
Према процени из 2011. у насељу је живело 25 становника. Насеље се налази на надморској висини од 952 м.